# Mühlingsen
Koordinaten: 51° 22′ 48″ N, 8° 54′ 12″ O
Mühlingsen ist eine Wüstung in der Gemarkung von Vasbeck in der nordhessischen Gemeinde Diemelsee.

## Geographische Lage
Der Ort lag auf etwa 361 Meter über Normalhöhennull südöstlich von Vasbeck. Im 21. Jahrhundert gibt es dort die Flurnamen „In Mühlingsen“ und „Am Mühlingser Busche“.

## Geschichte
Die bisher einzig bekannte urkundliche Erwähnung des Orts stammt aus dem Jahr 1483: „1483 verkaufte Heinrich Blivar seinem Schwiegersohn Jürgen Slingwurm seine Güter zu Vasbeck, Mühlinghausen und Hevenhausen für 60 rheinische Gulden unter dem Vorbehalt des Wiederkaufes.“